# When I Grow Up
"When I Grow Up" (em português:  Quando Eu Crescer) é uma canção do girl group americano The Pussycat Dolls, extraída do seu segundo álbum de estúdio Doll Domination (2008). Foi lançado pela Interscope Records em 27 de maio de 2008, como o primeiro single do álbum. "When I Grow Up" foi seu primeiro single após a saída da integrante mais longeva do grupo, Carmit Bachar. A música foi originalmente escrita para Britney Spears, mas sua gravadora a rejeitou. Foi gravado pela primeira vez para o projeto solo planejado de Nicole Scherzinger, Her Name Is Nicole, mas depois de seu cancelamento e do retorno de Scherzinger ao grupo, ela sentiu que a música era mais adequada para o grupo. Foi escrito por Theron Thomas, Timothy Thomas e Rodney "Darkchild" Jerkins, que também produziu a música. É uma música electropop uptempo. Ela contém amostras da música "He's Always There" (1966), da banda de rock britânica The Yardbirds. "When I Grow Up" fala sobre o desejo de ser famoso, e foi descrito como sendo "autobiográfico" por Scherzinger.
O single foi recebido favoravelmente por críticos de música contemporânea, muitos dos quais destacaram como um destaque. Atingiu o número nove na Billboard Hot 100, tornando-se o single mais bem sucedido do grupo desde "Buttons" (2006). A música já vendeu mais de dois milhões de cópias digitais nos Estados Unidos, fazendo das Pussycat Dolls o primeiro grupo feminino na história digital a ter três singles ultrapassando a marca de dois milhões em vendas digitais. A canção alcançou o top-5 em países como Austrália, Canadá, França, Irlanda, Nova Zelândia e Reino Unido, e os dez primeiros na Áustria, Dinamarca, Alemanha e Suíça.
O videoclipe da canção estreou em 13 de junho de 2008. Dirigido por Joseph Khan, ele retrata as Pussycat Dolls em um engarrafamento na Hollywood Boulevard. Ele foi elogiado por sua coreografia, e foi indicado em cinco categorias no MTV Video Music Awards de 2008, a maior parte dessa cerimônia, e passou a ganhar a maior parte dos prêmios indicados, e ganhou o prêmio de Melhor Vídeo de Dança. As Pussycat Dolls apresentaram a música em programas de televisão incluindo Jimmy Kimmel Live! e So You Think You Can Dance, bem como várias premiações , incluindo o American Music Awards, e durante toda a turnê Doll Domination Tour (2009).

## Antecedentes

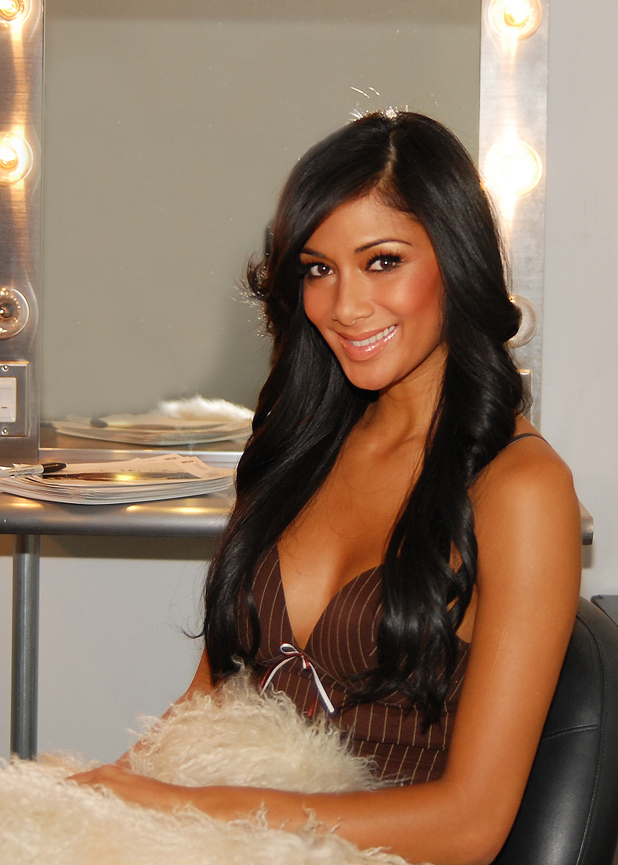
A vocalista Nicole Scherzinger (foto) gravou originalmente "When I Grow Up" para o seu álbum solo nunca lançado Her Name Is Nicole, mas sentiu como se a música fosse mais adequada para as Pussycat Dolls.

Após o sucesso comercial de PCD (2005), e ao longo de dois anos (2005–07), Scherzinger gravou 75-100 músicas para seu planejado álbum de estréia solo Her Name Is Nicole. Seu trabalho como vocalista contribuiu para a popularidade de Scherzinger quando ela começou a trabalhar em suas próprias músicas. Ela afirmou que gostava de colaborar com muitos artistas diferentes, e que, embora ela tenha escrito canções por mais de dez anos, ela sentiu como se estivesse em um nível diferente, enquanto trabalhava com tais escritores e produtores de A-list. Após o sucesso moderado de "Baby Love", e o fracasso total dos singles subsequentes como "Whatever U Like" e inúmeros atrasos, Scherzinger decidiu interromper a produção de seu álbum de estréia. Ela então voltou a dedicar-se interalmente as Pussycat Dolls, e as gravações segundo álbum de estúdio começaram. Scherzinger citou que ela sentiu como se as músicas fossem mais adequadas como cançãos do grupo do que dela própria.
"When I Grow Up" foi escrito por Theron e Timothy Thomas, junto com Rodney "Darkchild" Jerkins, que também produziu a música. A canção foi originalmente escrita para ser gravada por Britney Spears, e uma demo gravada por Wayne Hector sendo lançada para seu quinto álbum de estúdio Blackout (2007), mas sua gravadora a rejeitou e a música nunca foi gravada por Spears.
Quando a música foi dada a Scherzinger, e finalmente às Pussycat Dolls, ela foi retrabalhada e gravada por Paul Foley, Mike "Handz" Donaldson e Roberto "Tito" Vazquez no 2nd Floor Studios em Orlando e Chalice Studios em Los Angeles, e foi mixada por Spike Stent e Rodney "Darkchild" Jerkins no Chalice Studios em Los Angeles. Jim McCarty baterista do The Yardbirds, e o baixista Paul Samwell-Smith, ambos receberam créditos de co-escrita para a música, por sua amostra de "He's Always There" (1966). "When I Grow Up" fez sua estréia mundial on-line em 16 de maio de 2008, na América do Norte em 27 de maio. Mais tarde, foi enviada para as rádios de sucesso contemporânea nos Estados Unidos em 1 de junho de 2008. O lançamento de "When I Grow Up" veio após a saída da integrante Carmit Bachar. Foi oficialmente confirmado, após meses de especulação, em 4 de março de 2008 que Bachar estava deixando o grupo para seguir "outros interesses pessoais". No momento da sua saída, ela tinha sido a integrante mais longeva do grupo, juntando-se em 1995 quando elas ainda eram só um grupo burlesco.

## Composição
"When I Grow Up" é uma canção R&B e electropop uptempo que dura quatro minutos e cinco segundos. Construído em torno de "linhas de sintetizadores" e uma linha de baixo "thudding", a música apresenta um uso pesado de sirenes, palmas e vocais com pitch-shift. Scherzinger foi citado como adotando a respiração de Britney Spears contra as sirenes da música, gritos e "pulsação". Jaime Gill do Yahoo Music UK descreveu "When I Grow Up" como um "escuro, dissonante clube banger", Rudy Klapper da Sputnikmusic comparou a composição da música com a faixa "Plug It In" do Basement Jaxx de 2003. "When I Grow Up" contém uma amostra do riff principal de "He's Always There" da banda de rock britânica The Yardbirds, para seu terceiro álbum de estúdio Roger the Engineer (1996). Os escritores da música, Jim McCarty e Paul Samwell-Smith, foram homenageados por suas contribuições para a música na Sociedade Americana de Compositores, Autores e Editores (ASCAP).
De acordo com a partitura publicada pela Sony/ATV Music Publishing, "When I Grow Up" é definido em tempo comum com um tempo de 120 batimentos por minuto. Compõe-se na tonalidade de Mi menor, com o alcance vocal de Scherzinger desde a nota baixa de E 3 até a nota alta de G 5. Liricamente, a música é centrada em torno do desejo de ser famoso quando se cresce. Usando linhas satíricas e autobiográficas, Scherzinger começa o primeiro verso da canção com: "Agora eu tenho uma confissão / Quando eu era jovem, eu queria atenção". O "refrão repetitivo e cativante" segue, onde ela canta as falas: "Quando eu crescer / Eu quero ser famosa / eu quero ser uma estrela / eu quero estar no cinema". A MTV News comentou que a música contém um tema que "está recebendo muita atenção nos dias de hoje - cuidado com o alto custo da fama". Enquanto isso, Melody Thornton, integrante do grupo, disse sobre o conceito da canção: "Se você se esforça para coisas cada vez maiores - junto com isso - vem o trabalho duro e lidar com um monte de coisas que você nunca imaginaria Então, sim, enquanto a música é para ser brincalhona, ela ainda tem aquele pequeno toque de aviso dentro dela". Bill Lamb do About.com uma possível canção de resposta para "Stupid Girls" (2006) de Pink. Os críticos de música foram inicialmente confundidos pela linha "Eu quero ter fãs" no refrão; confundindo a linha dizendo "Eu quero ter peitos". A comediante americana Ellen DeGeneres também apontou isso quando eles cantaram a música em seu talk show em 23 de setembro de 2008. Nicole Scherzinger disse que "Todos nós começamos com um sonho ... Eu sei que quando eu era jovem, assinava os cadernos das pessoas, escrevia: "Lembre de mim quando for famosa", e eu não sei de uma criança que não tenha se aspirado em alguém".

## Remixes
Vários remixes foram encomendados pela Interscope Records para acompanhar a música. Em 23 de julho de 2008, um remix de "When I Grow Up", com um verso de rap da rapper americano Eve, foi lançado. Mais tarde, naquele mesmo dia, um segundo remix foi lançado online. Intitulado "Darkchild Remix", apresenta uma batida totalmente diferente da original, com vocais adicionais dos rappers americanos Lil Wayne e Fatman Scoop, assim como o produtor da canção Rodney "Darkchild" Jerkins. Elementos de "Thriller" (1984) de Michael Jackson foram fortemente sampleados em todo o remix, mais notavelmente na introdução da canção. O verso de Lil Wayne foi mais tarde removido e substituído por um novo verso pelos compositores da música, Rock City, devido a problemas com ele serem limpos no tempo. para seu lançamento comercial como B-side para "Whatcha Think About That", o segundo single de Doll Domination. Por razões desconhecidas, o remix nunca foi lançado. Remixes adicionais de "club" e "dub" de "When I Grow Up" dos DJ Dave Audé, Digital Dog, Dirty South e Ralphi Rosario, e da banda eletrônica Wideboys também foram lançados em uma série de lançamentos de download digital do Compact Disc.

## Desempenho comercial
Nos Estados Unidos, a canção estreou na Billboard Hot 100, no número 76 na data de 14 de junho de 2008. Em sua segunda semana, a canção vendeu 34.000 downloads digitais e subiu para o número 31. Na sua quarta semana, alcançou a sua posição de pico no número nove, tornando-se o single mais alto do grupo desde "Buttons", que atingiu o número três em 2006. A canção liderou o gráfico do Hot Dance Club Play, na edição de 2 de agosto de 2008. A música vendeu mais de 2,18 milhões de downloads digitais nos Estados Unidos até hoje, de acordo com a Nielsen Soundscan, fazendo das Pussycat Dolls o primeiro grupo exclusivamente feminino da história digital a ter três singles - junto com "Don't Cha" e "Buttons". "- ultrapassar a marca de dois milhões em vendas digitais. No Canadá, a canção estreou no número quinze no Canadian Hot 100. No gráfico de 6 de setembro de 2008, "When I Grow Up" subiu e atingiu o número três.
Na Austrália, a música estreou no número 45, em 22 de junho de 2008. Em sua sexta semana, a música chegou ao número dois e ficou lá por três semanas consecutivas. "When I Grow Up" foi certificado de platina pela Australian Recording Industry Association (ARIA) por 70.000 de unidades adquiridas. In New Zealand, the song debuted on the chart at number 33. Na Nova Zelândia, a canção estreou no gráfico no número 33. Atingiu o número cinco algumas semanas depois. e foi certificado como ouro pela Recording Industry Association of New Zealand (RIANZ) por vender mais de 7.500 cópias. No Reino Unido "When I Grow Up" estreou e atingiu o número três no UK Singles Chart com vendas de 29.688. Na Billboard European Hot 100 Singles, a música chegou ao número três, e também chegou ao número nove na Alemanha.

## Resposta Crítica
"When I Grow Up" foi aclamado pelos críticos de música. Bill Lamb, da About.com, listou "When I Grow Up" entre as melhores faixas no Doll Domination, afirmando que a música "explode dos blocos", e que não foi nenhuma surpresa que "aterrissou no top 10 pop com facilidade". Em uma revisão separada, Lamb deu a música três de cinco estrelas. Ele observou que a "natureza anônima" dos vocais do grupo e "provocação sexual lírica" está começando a se desgastar, afirmando: "Isso é mais do mesmo, não um passo adiante". Lamb, no entanto, elogiou a música como sendo um "treino de dança cativante", e afirmou que a música carrega sua "aspereza habitual" e "batidas dance". Nick Levine do Digital Spy os comentários de Lamb, notando que a música é um "bolsão hiperativo que funciona tão bem na aula de aeróbica quanto na pista de dança". Ele continuou: "Se elas continuarem lançando singles tão contagiantes como estes, elas poderam durar mais do que imaginamos". August Brown do Los Angeles Times chamou a canção como a "peça central ideológica" de Doll Domination.
Sal Cinquemani, da Slant Magazine, descreveu a canção como uma "faixa club cheio de trepidações" comentando que é "uma mistura perfeitamente inventada de acampamento e vamp para a famosa trupe burlesca". Steve Perkins da BBC Music, a premiou com quatro de cinco estrelas escrevendo: "É bom ver que a dinâmica do grupo permanece fundamentalmente inalterada" e que a música foi um forte retorno. Ele também observou que: "A música inteira parece estar centrada em torno do desejo de ser famoso quando crescer, o que não é o meu favorito de todas as mensagens para distribuir as crianças". Ele terminou sua revisão escrevendo "mas com toda a justiça: quem se importa? É hella catchy, e realmente, quem é o maior idiota aqui - o letrista da Pussycat Dolls que escreveu algumas letras vagamente absurdas, ou o crítico que esperava algo diferente?." Dan Cairns, do The Times, disse que "se todas as músicas aqui fossem tão fantásticas e brilhantes como essa, o Doll Domination seria um dos grandes álbuns pop de 2008". No entanto, Nic Oliver da MusicOMH, em uma revisão de Doll Domination, não favoreceu a música, dizendo que a faixa iria embaraçar Paris Hilton, mas "define o modelo para o resto do álbum".

### Paródias e versões de capa
A música foi parodiada no site de compartilhamento de vídeos YouTube, incluindo uma paródia chamada "I Wanna Be a Pussycat Mom" postada por The Momma Mary Show em 9 de setembro de 2013. Em 3 de junho de 2008 a canção foi parodiada pelo superstar do YouTube Britney Houston, quando ela se recriou como parte das "Britneycat Dolls" e comentou: "Quando eu faço essas coisas, eu costumo tentar dar uma reviravolta na coreografia. Mas [as Pussycat Dolls têm] um movimento de assinatura, e eu só tinha que colocá-lo lá intacto", Foi postado no MTV.com. "When I Grow Up" foi mais tarde interpretado por Simone Battle durante as audições para o The X Factor em 2011. Também foi regravado pela Mayday Parade na coletânea Punk Goes Pop 2 em 2009, e The Glee Project em 2012.

### Uso na mídia
A canção foi destaque no filme de comédia de 2008 A Casa das Coelhinhas, e no Jogo de videogame de 2010 Just Dance 2. A música e seu vídeo também foram apresentados brevemente no piloto da série Big Time Rush, da Nickelodeon.

## Videoclipe

As Pussycat Dolls presas no meio de um engarrafamento.

O videoclipe da música foi filmado de 23 a 24 de maio de 2008 no Hollywood Boulevard, em Los Angeles, com o diretor Joseph Khan. A cantora americana Britney Spears filmou uma prévia para o vídeo em 4 de junho no Warner Bros. em Los Angeles. Um no set "insider" disse que a cena de Spears era curta, consistindo apenas dela dirigindo em um carro que passava, acenando para as outras garotas. Em 12 de junho de 2008, foi anunciado pela MTV News que o cameo tinha sido cortado do vídeo final. Scherzinger foi perguntada sobre o porque Spears foi cortada do vídeo. Ela disse: "Eu honestamente não tenho tanta certeza. Você filma muitas coisas quando faz um clipe. Algumas coisas permanecem, mas outras coisas não ficam legais e Britney simplesmente não conseguiu. Eu vi um pequeno clipe de sua performance e ela parecia adorável, então eu realmente queria que ela estivesse nela!, Espero que trabalhemos juntas no futuro." Um pequeno teaser do videoclipe foi lançado on-line em 12 de junho de 2008; um dia antes da estréia do vídeo em 13 de junho de 2008 na FNMTV.
No vídeo, as Pussycat Dolls são mostradas sentadas em um carro no meio de um engarrafamento, onde Scherzinger mostra um anel que esta escrito "famoso". Elas cantam a introdução da música no carro antes de pularem. Quando o coro entra em ação, as artistas saem do carro e ficam nos telhados dos outros carros e começam a dançar uma coreografia. Então elas caminham pela Calçada da Fama de Hollywood com bolhas flutuando ao redor delas. Enquanto caminham pela rua, elas também param para cantar em um banco. Quando o segundo refrão começa, as Dolls sobem e começam a dançar. Durante o solo de Scherzinger, ela está em uma pequena área com o logotipo Pussycat Dolls para a esquerda e um espelho para a direita, com as luzes piscando.
Nick Levine, da Digital Spy, escreveu que: "As Pussycat Dolls têm uma nova maneira de se divertir durante os engarrafamentos" e descreveu o colapso da dança como "divertido" e "nostálgico". Na Austrália, o vídeo foi criticado por o vídeo ser muito atrevido. Em 17 de agosto de 2008, foi anunciado que o vídeo foi indicado para Vídeo do Ano, Melhor Vídeo de Dança, Melhor Direção de Arte, Melhor Fotografia e Melhor Coreografia no MTV Video Music Awards de 2008, tendo recebido mais indicações ao VMA daquele ano. A cerimônia foi realizada em 7 de setembro de 2008, ganhando o prêmio de Melhor Dança. O videoclipe foi o décimo quinto vídeo mais transmitido na MTV.com em 2008.

## Performances ao vivo
"When I Grow Up" foi lançado ao vivo no talk show americano Jimmy Kimmel Live! em 20 de maio de 2008. Em 27 de maio de 2008, a MTV News informou que os Pussycat Dolls estavam entre os muitos indicados para se apresentar no MTV Movie Awards 2008 em 1 de junho. Scherzinger falou sobre a performance dizendo: "Isso é um grande negócio para nós. Nós apenas queremos matá-lo. É tudo sobre as Dolls agora, e estamos chegando forte." As garotas se apresentavam usando roupas de spandex e couro, enquanto um telão era exibido ao fundo com imagens de flashes, manchetes de tabloides e diamantes. Eles se juntaram aos vencedores do America's Best Dance Crew, descendo do teto usando camisetas vermelhas combinando com máscaras brancas cobrindo seus rostos, e bonés de beisebol empoleirados em ângulos de 45 graus acima de suas cabeças. Sobre a performance, Geoff Boucher, do Los Angeles Times, comentou: "o set das Pussycat Dolls" culminou com um poderoso display pirotécnico que deixou as celebridades nas primeiras filas se sentindo um pouco assadas". MTV Buzzworthy descreveu o desempenho como "sexy" e "sensual". No entanto, Tod Martens, em outra revisão para o Los Angeles Times, criticou a apresentação. Ele comentou: "[Elas apareceram] no palco parecendo que haviam escapado de uma gravação para um clipe de Jazzercise sexualizado". Ele também escreveu que Scherzinger nunca comandou a música, exceto nos "segundos finais do corte quando ela transformou seus vocais em um rosnado" e notou a aparição de JabbaWockeez como "irritante".
"When I Grow Up" também foi tocada no So You Think You Can Dance em 13 de junho de 2008. Em 2 de agosto de 2008, as Dolls cantaram a música e se apresentaram no MTV Asia Awards 2008 em Kuala Lumpur, Malásia, junto com "Buttons" (2005). O grupo então cantou a música no Walmart Soundcheck, junto com "I Hate This Part", "Takin 'Over the World", "Buttons" e "Don't Cha". Em 21 de novembro, elas cantaram uma mistura de "I Hate This Part" e "When I Grow Up" no American Music Awards de 2008. O desempenho incluiu pólos de stripper, e as meninas vestiram roupas totalmente de borracha. As Pussycat Dolls também cantaram "When I Grow Up" na Doll Domination Tour (2009). Maureen Ellis, do Evening Times, disse que o "encore de alta energia de 'Don't Cha' e 'When I Grow Up' garantiu que as Dolls reinassem supremamente".

## Formatos e faixas
| - Download Digital 1. "When I Grow Up" – 4:05 - Single Digital 1. "When I Grow Up" – 3:58 2. "When I Grow Up" (Video) – 4:09 - EP Digital 1. "When I Grow Up" – 4:06 2. "When I Grow Up" (Dave Audé Audacious Club Dub) – 7:49 3. "When I Grow Up" (Wideboys Remix Club Dub) – 6:36 - CD single Europeu 1. "When I Grow Up" (Main) – 4:07 2. "When I Grow Up" (Dave Audé Audacious Radio Mix) – 3:40 - CD single alemão 1. "When I Grow Up" (Main) – 4:02 2. "When I Grow Up" (Dave Audé Club Dub Remix) – 7:55 3. "When I Grow Up" (Wideboys Club Dub Remix) – 6:39 4. "When I Grow Up" (Video) – 4:09 | - 12" single italiano A1. "When I Grow Up" (Digital Dog Remix Club) – 6:42 A2. "When I Grow Up" (Wideboys Remix Full Club) – 6:35 B1. "When I Grow Up" (Dirty South Remix) – 8:45 B2. "When I Grow Up" (Ralphi Rosario Remix Club) – 9:36 B3. "When I Grow Up" (Main) – 3:59 - CD single "The Remixes" do Reino Unido 1. "When I Grow Up" (Dave Audé Audacious Mixshow) – 6:04 2. "When I Grow Up" (Digital Dog Club Mix) – 6:24 3. "When I Grow Up" (Wideboys Club Mix) – 6:36 4. "When I Grow Up" (Dave Audé Audacious Club Dub) – 7:57 5. "When I Grow Up" (Dave Audé Audacious Radio) – 3:42 6. "When I Grow Up" (Main) – 4:09 - 12" vinyl dos EUA A1. "When I Grow Up" (Main) – 3:58 A2. "When I Grow Up" (Instrumental) – 3:58 B1. "When I Grow Up" (Main) – 3:58 B2. "When I Grow Up" (Instrumental) – 3:58 - CD single "The Remixes" dos EUA 1. "When I Grow Up" (Dave Audé Remix) – 7:50 2. "When I Grow Up" (Ralphi Rosario Club Mix) – 9:37 3. "When I Grow Up" (Dirty South Mix) – 8:45 4. "When I Grow Up" (Wideboys Club Remix) – 6:36 5. "When I Grow Up" (Digital Dog Club Remix) – 6:25 6. "When I Grow Up" (Dave Audé Mixshow) – 6:05 7. "When I Grow Up" (Dave Audé Edit) – 3:43 8. "When I Grow Up" (Ralphi Rosario Radio Edit) – 3:56 9. "When I Grow Up" (Ralphi Rosario vs. Luis M. Dub) – 9:35 10. "When I Grow Up" (Dave Audé Sexy Dub) – 7:39 |

## Créditos e equipe
Adaptado das anotações do Doll Domination.
Equipe
- Rodney "Darkchild" Jerkins - compositor, produtor, vocais adicionais, mixagem de áudio
- Rock City (Theron e Timothy Thomas) - composição, vocais adicionais
- Jim McCarty - compositor
- Paul Samwell-Smith - compositor
- Paul Foley - gravação
- Mike "Handz" Donaldson - gravação
- Roberto "Tito" Vazquez - gravação
- Spike Stent - mixagem de áudio

## Desempenho nas tabelas musicais
| Chart (2008–09)                                | Maior posição |
| ---------------------------------------------- | ------------- |
| O campo songid é OBRIGATÓRIO PARA PARADA ALEMÃ | 7             |
| Austrália (ARIA)                               | 2             |
| Austrália (ARIA Urban Singles Chart)           | 1             |
| Áustria (Ö3 Austria Top 75)                    | 7             |
| Bélgica (Ultratop 50 de Flandres)              | 2             |
| Bélgica (Ultratop 50 da Valônia)               | 3             |
| Canadá (Canadian Hot 100)                      | 3             |
| Dinamarca (Hitlisten)                          | 6             |
| Eslováquia (Rádio Top 100)                     | 12            |
| Estados Unidos (Billboard Hot 100)             | 9             |
| Estados Unidos (Billboard Mainstream Top 40)   | 8             |
| Estados Unidos (Billboard Dance Club Songs)    | 1             |
| EUA (Billboard Pop 100)                        | 5             |
| EUA (Billboard Rhythmic Top 40)                | 28            |
| Europa (Billboard European Hot 100 Singles)    | 3             |
| Finlândia (Suomen virallinen lista)            | 9             |
| França (SNEP)                                  | 2             |
| Hungria (Rádiós Top 40)                        | 2             |
| Hungria (Dance Top 40)                         | 1             |
| Irlanda (IRMA)                                 | 2             |
| Japão (Japan Hot 100)                          | 6             |
| Países Baixos (Single Top 100)                 | 2             |
| Portugal (AFP)                                 | 29            |
| Reino Unido (UK Singles Chart)                 | 3             |
| Reino Unido (OCC UK R&B)                       | 1             |
| República Checa (Rádio Top 100)                | 1             |
| Nova Zelândia (Recorded Music NZ)              | 5             |
| Noruega (VG-lista)                             | 13            |
| Suécia (Sverigetopplistan)                     | 9             |
| Suíça (Schweizer Hitparade)                    | 10            |
| Venezuela (Record Report)                      | 1             |

| Chart (2008)                               | Posição |
| ------------------------------------------ | ------- |
| Alemanha (Official German Charts)          | 43      |
| Austrália (Australian Singles Chart)       | 13      |
| Austrália (Australian Urban Chart)         | 4       |
| Austrália (Austrian Singles Chart)         | 47      |
| Bélgica (Belgian Singles Chart (Flanders)) | 34      |
| Bélgica (Belgian Singles Chart (Wallonia)) | 69      |
| Canadá (Canadian Hot 100)                  | 15      |
| EUA (Billboard Hot 100)                    | 49      |
| França (French Singles Chart)              | 20      |
| Hungria (Hungarian Airplay Chart)          | 89      |
| Nova Zelândia (New Zealand Singles Chart)  | 29      |
| Reino Unido (UK Singles Chart)             | 46      |
| Suíça (Swiss Singles Chart)                | 54      |
| Chart (2009)                               | Posição |
| Europa (European Hot 100 Singles)          | 72      |
| Hungria (Hungarian Singles Chart)          | 96      |

| Chart (2000s)                        | Posição |
| ------------------------------------ | ------- |
| Austrália (Australian Singles Chart) | 53      |

| Chart                             | Posição |
| --------------------------------- | ------- |
| Austrália (ARIA)                  | 271     |
| Nova Zelândia (Recorded Music NZ) | 632     |

## Vendas e certificações
| Região                                                                                             | Certificação | Vendas  |
| -------------------------------------------------------------------------------------------------- | ------------ | ------- |
| Austrália (ARIA)                                                                                   | Platina      | 70,000^ |
| Nova Zelândia (RMNZ)                                                                               | Platina      | 5,000*  |
| Reino Unido (BPI)                                                                                  | Prata        | 412,000 |
| *números de vendas baseados somente na certificação ^distribuições baseadas apenas na certificação |              |         |

## Histórico de lançamento
| País        | Data                  | Formato                           |
| ----------- | --------------------- | --------------------------------- |
| Canadá      | 27 de maio de 2008    | Download digital                  |
| EUA         | 27 de maio de 2008    | Download digital                  |
| EUA.        | 1 de junho de 2008    | Rádios de sucessos contemporâneos |
| Reino Unido | 9 de junho de 2008    | Download digital                  |
| França      | 29 de agosto de 2008  | EP Digital                        |
| Alemanha    | 29 de agosto de 2008  | EP Digital                        |
| Irlanda     | 29 de agosto de 2008  | EP Digital                        |
| Irlanda     | 7 de setembro de 2008 | Single Digital                    |
| Reino Unido | 7 de setembro de 2008 | Single Digital                    |